# Franz Cumont
Franz-Valéry-Marie Cumont, född 3 januari 1868 i Aalst, död 20 augusti 1947 i Woluwe-Saint-Pierre, var en belgisk historiker, filolog, arkeolog och iranist.
Cumont blev 1892 professor vid universitetet i Gent och var från 1899 tillika konservator vid de kungliga museerna i Bryssel. Han inlade stor förtjänst om utforskningen av den så kallade synkretistiska religionsperioden under romerska kejsarrikets tid. Grundläggande är hans huvudverk, Textes et monuments figurés relatifs aux mystères de Mithra (1894-99), i kortare framställning i Les mystères de Mithra (1900; även på tyska). Ett viktigt specialarbete är Recherches sur le manichéisme (1908) som behandlar den iranska religionen manikeism. I lättare tillgänglig form samlade han sina vetenskapliga rön och skildrade hela perioden i Les religions orientales dans le paganisme romain (1907; även på tyska). Något mera speciell, men dock av allmänt intresse är den översikt över astralreligionen, vilken han gav som Olaus Petri-stiftelsens föreläsare i Uppsala 1911: Den astrala religionen i forntiden (översatt från författarens manuskript av Axel Nelson, Stockholm, 1912). Han invaldes 1932 som utländsk ledamot av svenska Vetenskapsakademien.

## Bibliotheca Cumontiana
- F. Cumont, Lux perpetua, B. Rochette, A. Motte (eds.), Turnhout, Brepols Publishers, 2010, ISBN 978-88-8419-423-7
- F. Cumont, Les religions orientales dans le paganisme romain, C. Bonnet, F. Van Haeperen (eds.), Turnhout, Brepols Publishers, 2010, ISBN 978-88-8419-289-9